# Pierwszy poruszyciel
Uzasadnienie: zdublowany artykuł
Pierwszy poruszyciel (albo nieruchomy poruszyciel) łac. primus motor – w filozofii Arystotelesa przyczyna ruchu obrotowego piątego elementu (pozostałe to ziemia, ogień, powietrze i woda) znajdującego się na obwodzie świata. Filozof pisze o nim głównie w księdze Λ (XII) swej Metafizyki.
Jest przyczyną ruchu i podtrzymuje ruch w trwaniu. Porusza kochającego. Jest to żywy byt, wieczny i najdoskonalszy. Arystoteles nazywa go niepoddanym ruchowi Bogiem-Umysłem, uznając go za transcendentną substancję, będącą czystym aktem bez żadnej możności i bez materialnej zasady. Jest on czystą myślą, zajmującą się w najwyższym stopniu tym, co boskie (1074b n9). Powoduje on pierwotny, wieczny i jeden ruch [1073 a n. 8), wprawiający w ruch eter, ten zaś porusza kolejne sfery świata.
Na podstawie tej charakterystyki św. Tomasz z Akwinu utożsamił pierwszego poruszyciela z Bogiem ze Starego Testamentu (Jahwe, czyli Jestem Który Jestem - Wj 3,14).